# Ostro (destroyer, 1928)
Pour les articles homonymes, voir Ostro (destroyer).
Le Ostro (fanion « OT ») était un destroyer italien de la classe Turbine lancé en 1928 pour la Marine royale italienne (en italien : Regia Marina). 

## Conception et description
Les destroyers de la classe Turbine étaient des versions agrandies et améliorées de la classe Sauro. Afin d'améliorer leur vitesse, ils ont été allongés et dotés de machines de propulsion plus puissantes que les navires précédents. Ils disposaient ainsi de plus d'espace pour le carburant, ce qui augmentait également leur endurance.
Ils avaient une longueur totale de 93,2 mètres, une largeur de 9,2 mètres et un tirant d'eau moyen de 3 mètres. Ils déplaçaient 1 090 tonnes  à charge normale et 1 700 tonnes à pleine charge. Leur effectif était de 12 officiers et 167 sous-officiers et marins.
Les Turbine étaient propulsées par deux turbines à vapeur à engrenage Parsons, chacune entraînant un arbre d'hélice à l'aide de la vapeur fournie par trois chaudières Thornycroft. La puissance nominale des turbines était de 40 000 chevaux (30 000 kW) pour une vitesse de 33 nœuds (61 km/h) en service , bien que les navires aient atteint des vitesses supérieures à 36 nœuds (67 km/h) pendant leurs essais en mer alors qu'ils étaient légèrement chargés. Ils transportaient 274 tonnes de fuel, ce qui leur donnait une autonomie de 3 200 milles nautiques (5 900 km) à une vitesse de 14 nœuds (26 km/h).
Leur batterie principale était composée de quatre canons de 120 millimètres dans deux tourelles jumelées, une à l'avant et une à l'arrière de la superstructure. La défense antiaérienne des navires de la classe Turbine était assurée par une paire de canons AA de 40 millimètres "pom-pom" dans des supports simples au milieu du navire et un support jumelé pour des mitrailleuses Breda Model 1931 de 13,2 millimètres. Ils étaient équipés de six tubes lance-torpilles de 533 millimètres dans deux supports triples au milieu du navire. Les Turbine pouvaient transporter 52 mines.

## Construction et mise en service
Le Ostro est construit par le chantier naval Ansaldo à Sestri Ponente en Italie, et mis sur cale le 24 janvier 1925. Il est lancé le 2 janvier 1928 et est achevé et mis en service le 9 octobre 1928. Il est commissionné le même jour dans la Regia Marina.

## Histoire du service
Entré en service en juin 1928, dernière unité de la classe, le destroyer Ostro opère d'abord dans la mer Tyrrhénienne, menant des activités d'escadron. Le navire se rend également à Monaco pour assister aux célébrations de la communauté italienne locale. En 1929, le Ostro, avec ses navires-jumeaux (sister ships) Zeffiro, Espero e tBorea, constitue le Ier escadron de la Ire flottille de la Ire division de torpilleurs, faisant partie de la Ire escadre navale, basé à La Spezia. En 1929, le navire effectue une croisière dans les eaux espagnoles, et en 1930 une seconde dans la mer Égée et le Dodécanèse,.

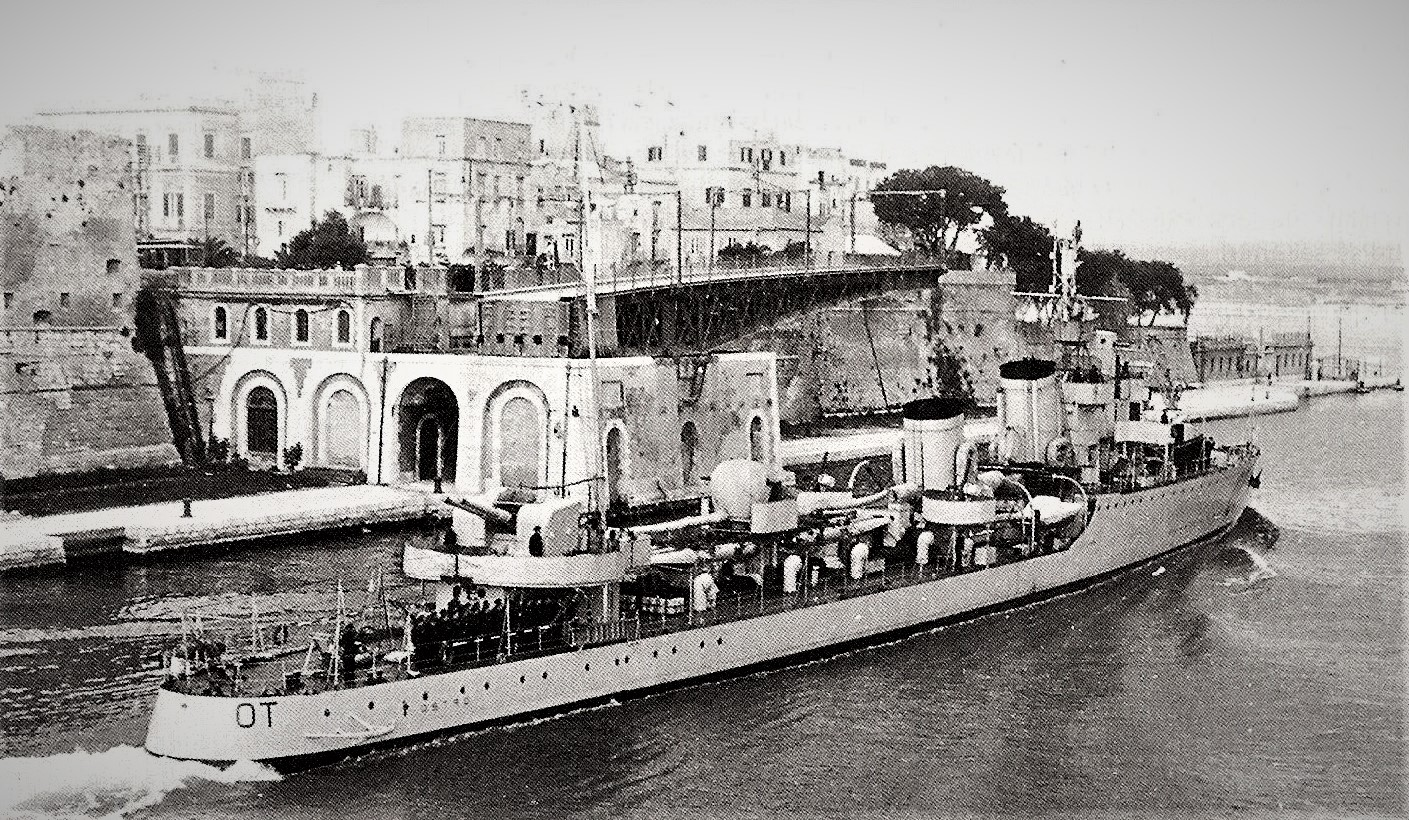
Le Ostro traverse la voie navigable de Tarente dans les années 1930.

En 1931, le Ostro, ainsi que ses navires-jumeaux Turbine, Aquilone et Borea, les destroyers Daniele Manin et Giovanni Nicotera et le croiseur éclaireur Pantera, forment la Ire flottille de destroyers, affectée à la IIe division de la Ire escadre.
Au début des années 1930, le destroyer subit quelques modifications, comme le renforcement de l'armement anti-aérien avec le chargement d'une mitrailleuse jumelée de 13,2/76 mm, l'amélioration des installations à bord et l'installation d'un poste de tir de type "Galileo-Bergamini", testé avec succès sur les unités jumelles duIer escadron.
En 1934, l'unité, avec le Espero, le Borea et le Zeffiro, forme le IVe escadron de destroyers, affecté, avec le VIIIe escadron de destroyers (composée par les quatre autres unités de la classe Turbine), à la IIe division navale (croiseurs lourds Fiume et Gorizia).
Le navire prend part à la guerre civile d'Espagne, sous le commandement du capitaine de corvette (capitano di corvetta) F. G.. Cerasuoli, pour combattre la contrebande de fournitures destinées aux troupes républicaines espagnoles, activité dans laquelle il est très actif. Le soir du 13 août 1937, pendant ces opérations, le Ostro torpille et coule à la position géographique de 36° 06′ N, 12° 52′ E, au large de Pantelleria, le vapeur républicain espagnol Conde de Abasolo, de 3 106 tonneaux de jauge brute (TJB),,,,. Le vapeur briseur de blocus est parti des ports de la mer Noire chargé de matériel de guerre, et est coulé par le Ostro avec une torpille de 533 mm non loin de Bizerte.
Par la suite, le Ostro rejoint le Turbine, et le 30 (ou 31) août 1937, les deux destroyers torpillent et coulent, au large de Tigzirt (côte algérienne), le vapeur soviétique Tymiryazev (3 226 TJB),,,,,, naviguant de Cardiff à Port-Saïd sous le commandement du capitaine A. A. Rydnyuk et transportant une cargaison de matériel de guerre destiné aux forces républicaines. Un canot de sauvetage avec des survivants du navire marchand est remorqué à Dellys (Algérie) par des unités algériennes.
Durant l'été 1939, le destroyer participe aux opérations d'occupation de l'Albanie. La même année, le Ostro est déployé à Tarente. Outre l'Albanie, peu avant le début de la Seconde Guerre mondiale, l'unité opère également en Afrique du Nord.
À la date de l'entrée de l'Italie dans la Seconde Guerre mondiale, le 10 juin 1940, le Ostro éest basé à Tarente et appartient au IIe escadron de destroyers, qui comprend les navires-jumeaux Espero, Borea et Zeffiro.

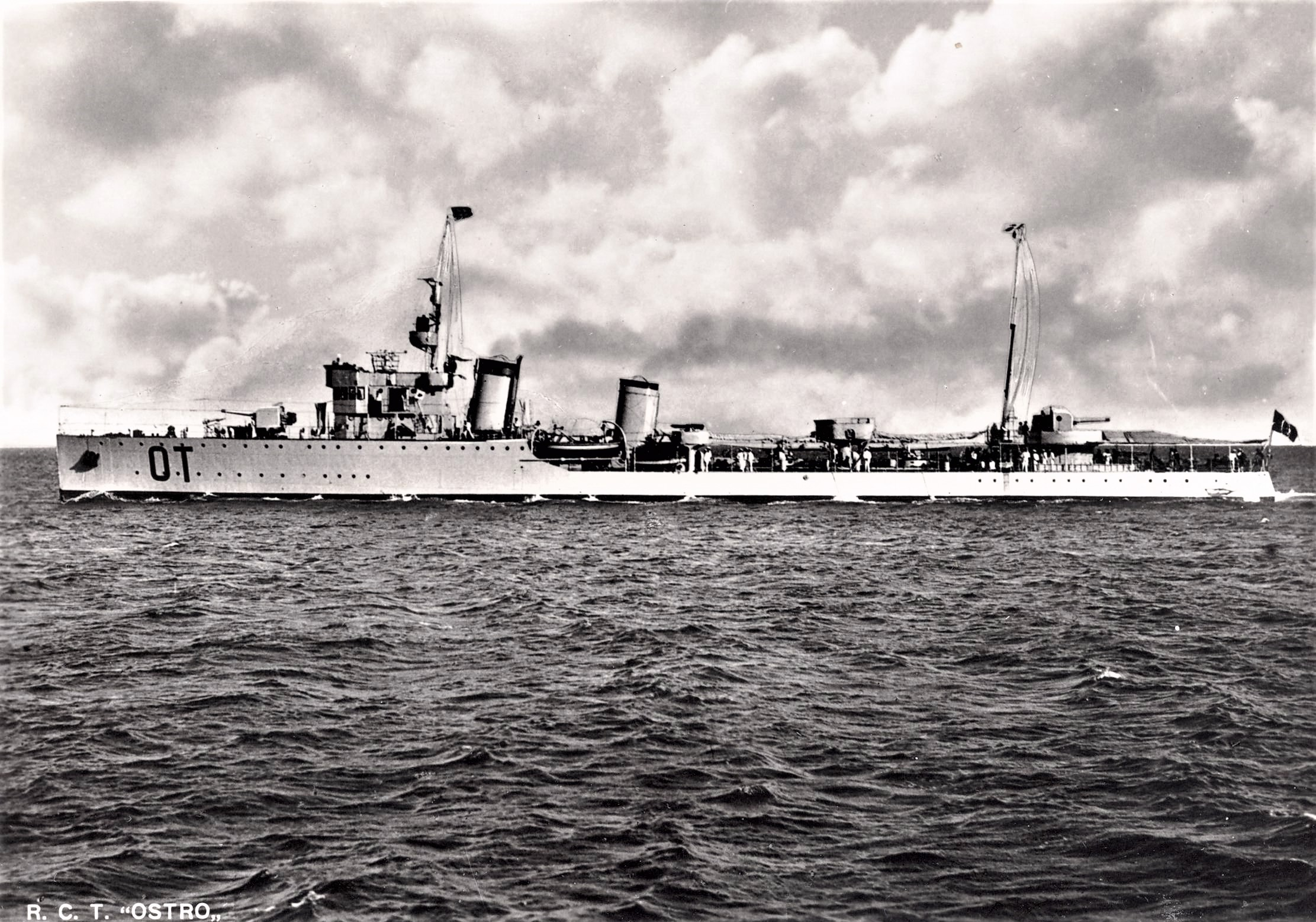
Le Ostro à l'ancre.

Le soir du 27 juin 1940, à 22h45, le Ostro (capitaine de corvette Luigi Monterisi) part de Tarente pour sa première mission de la guerre, à savoir le transport vers Benghazi (selon d'autres sources vers Tobrouk, ou Tripoli), avec le Espero (capitaine de vaisseau (Capitano di Vascello) Enrico Baroni chef d'escadron) et le Zeffiro (capitaine de corvette Giovanni Dessy), de deux batteries antiaériennes (ou antichars) de la milice volontaire pour la sécurité nationale (Milizia Volontaria per la Sicurezza Nazionale) pour un total de 10 canons, 120 tonnes de munitions et ses servants, 162 chemises noires,,,.
Le 28 juin vers midi, les trois unités du IIe escadron, qui se déplacent en ligne (le Espero en tête, le Zeffiro au milieu et le Ostro à l'arrière), sont repérées à environ 50 milles nautiques (90 km) à l'ouest de Zante par deux hydravions de reconnaissance Short Sunderland. Pour intercepter le convoi, le 7e escadron de croiseurs de la Royal Navy, formé par le croiseur léger australien HMAS Sydney (D48) et les croiseurs légers britanniques HMS Orion (85), HMS Liverpool (C11), HMS Neptune (20) et HMS Gloucester (62), est envoyé et repère la formation italienne vers 18h (ou 18h30) au sud de Malte et à une centaine de milles nautiques (180 km) au nord de Tobrouk, ainsi qu'à 75 milles nautiques (140 km) à l'ouest/sud-ouest du Cap Matapan,,. À 18h59, les croiseurs britanniques, qui ne sont pas encore repérés par les unités italiennes, ouvrent le feu à une distance comprise entre 16 000 et 18 000 mètres. La vitesse supérieure que, en théorie, les trois destroyers italiens auraient dû avoir est annulée par la charge que représente le chargement embarqué.  Le capitaine de vaisseau Baroni, chef d'escadron, décide de sacrifier son propre navire, le Espero, pour tenter de retenir les croiseurs britanniques, tout en ordonnant au Ostro et au Zeffiro de se diriger vers Benghazi à vitesse maximale, en se désengageant au sud-ouest tandis que le Espero les couvrirait avec des écrans de fumée. Les deux destroyers échappent ainsi à la destruction et arrivent au port sains et saufs le lendemain, tandis que le Espero est coulé après un combat inégal,,.
Après avoir atteint Benghazi, le Ostro et le Zeffiro se rendent à Tobrouk, où ils arrivent le 1er juillet, amarrés dans la rade. Les deux destroyers sont censés renforcer les quatre navires-jumeaux du Ie escadron de destroyers (Euro, Turbine, Nembo, Aquilone) dans les opérations de bombardement des installations militaires britanniques près de Sollum, destinées à affaiblir les défenses britanniques dans cette zone avant l'offensive italienne qui devait avoir lieu prochainement.
Le 5 juillet, lors d'un raid de bombardiers-torpilleurs Fairey Swordfish, le Zeffiro et le vapeur Manzoni sont coulés et le destroyer Euro et les vapeurs Liguria et Serenitas sont sérieusement endommagés (le Ostro, qui est amarré à la même position à la bouée C4, n'a pas été attaqué)[19]. Comme le IIe escadron de destroyers est dissout, avec la perte du Espero et du Zeffiro, le Ostro est rattaché au Ie escadron de destroyers.
Le Ostro est presque immédiatement affecté à des tâches d'escorte, effectuant trois missions de ce type,.

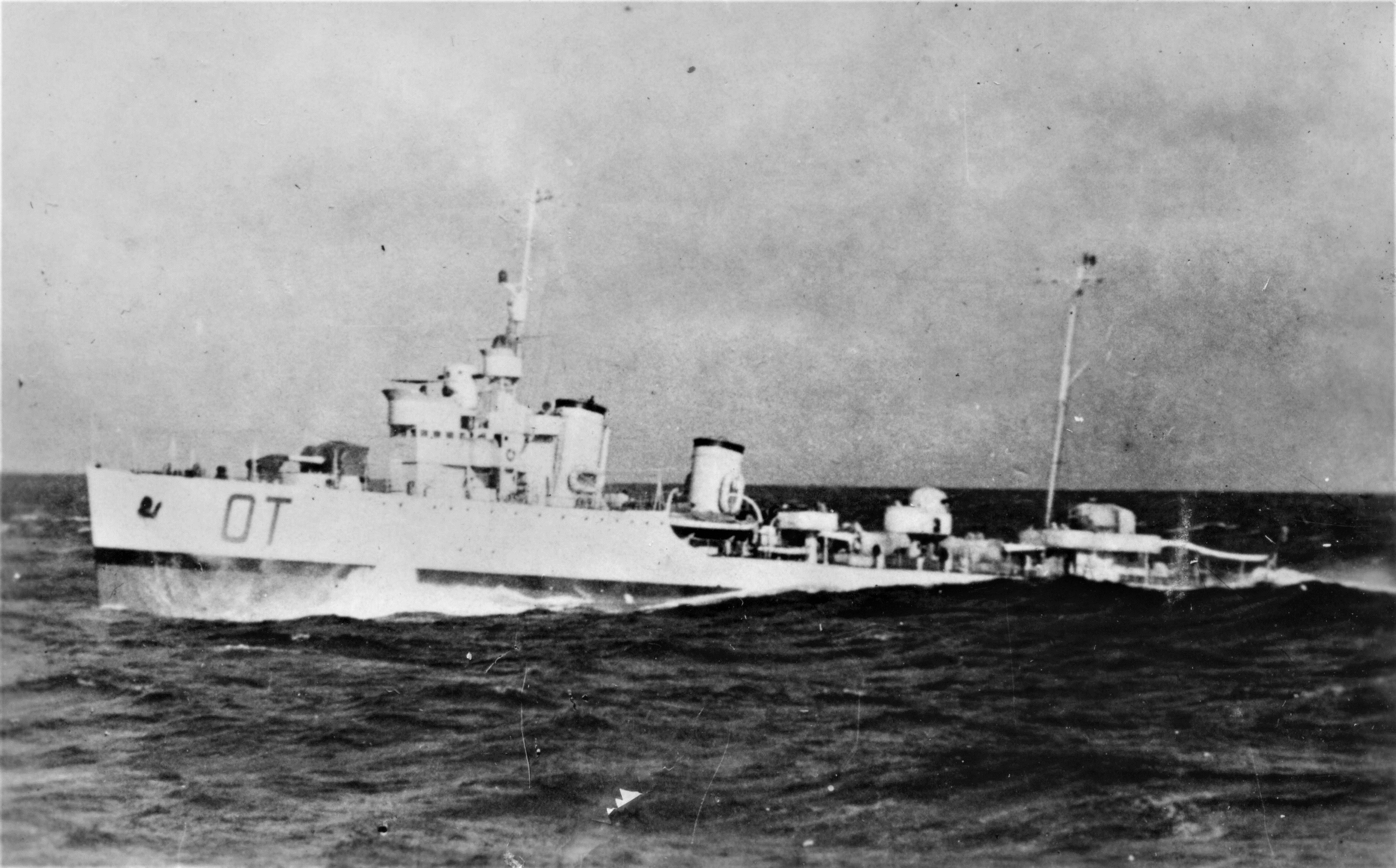

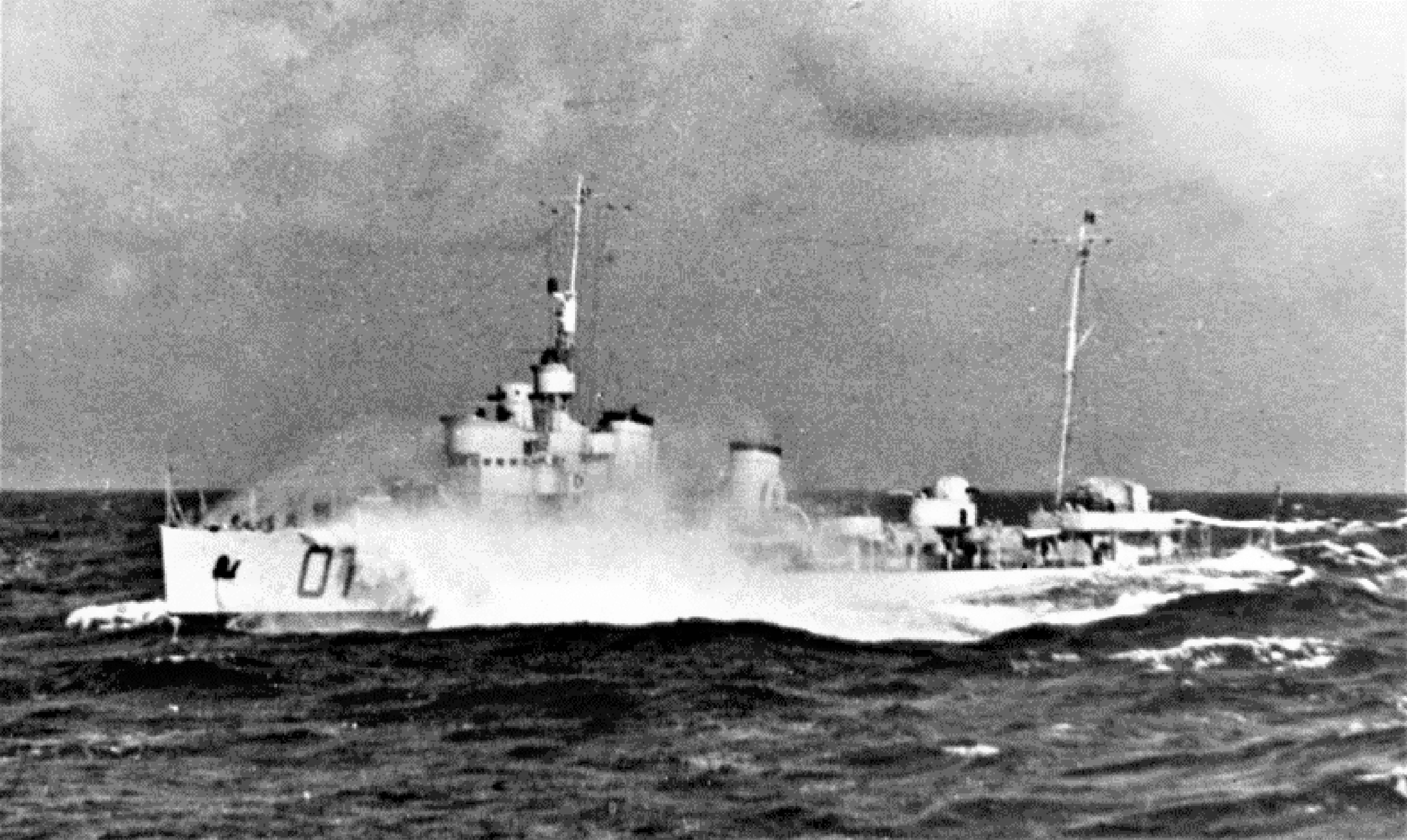
Deux photos du destroyer en route dans une mer agitée.

Le 19 juillet 1940, le Ostro, sous le commandement du capitaine de frégate (capitano di fregata) Giuseppe Zarpellon, se trouve à Tobrouk, amarré à la bouée C4, sur le côté sud de la baie, devant son navire-jumeau Aquilone et à l'arrière de son navire-jumeau Nembo. À bord du destroyer, ainsi que des autres unités militaires, les services de défense et de sécurité sont en vigueur: les mitrailleuses 40/39 et 13,2 mm sont armées et prêtes à tirer, les chambres sont occupées et les écoutilles et portes étanches sont fermées. Il s'agit des procédures réglementaires pour les attaques aériennes sur le poste d'amarrage. Le personnel non nécessaire à ces services est transféré sur les navires à vapeur Sabbia et Liguria
À 21h54 le 19 juillet, la base libyenne est alertée par l'arrivée de six bombardiers-torpilleurs Fairey Swordfish du 824e escadron (824th Squadron) de la Fleet Air Arm, qui ont décollé de Sidi Barrani. Les appareils sont envoyés sur la base dans le but précis d'attaquer les navires amarrés dans la rade et arrivent au-dessus de Tobrouk à 22h30,,. Après avoir dû effectuer plusieurs passages au-dessus de la rade pour éviter les puissants tirs anti-aériens des défenses terrestres, localiser les cibles et préparer l'attaque, les bombardiers-torpilleurs passent à l'attaque vers 1h30 du matin le 20 juillet, tandis que les navires amarrés ouvrent également le feu avec leurs canons anti-aériens. Le croiseur cuirassé San Giorgio ouvre le feu au sud avec une très faible élévation, déplaçant rapidement son feu vers l'ouest, et sur le Ostro, on réalise que les avions attaquants sont des bombardiers-torpilleurs. Le premier navire à être torpillé, à 1h32, est le navire à vapeur Sereno, qui coule lentement par la poupe.

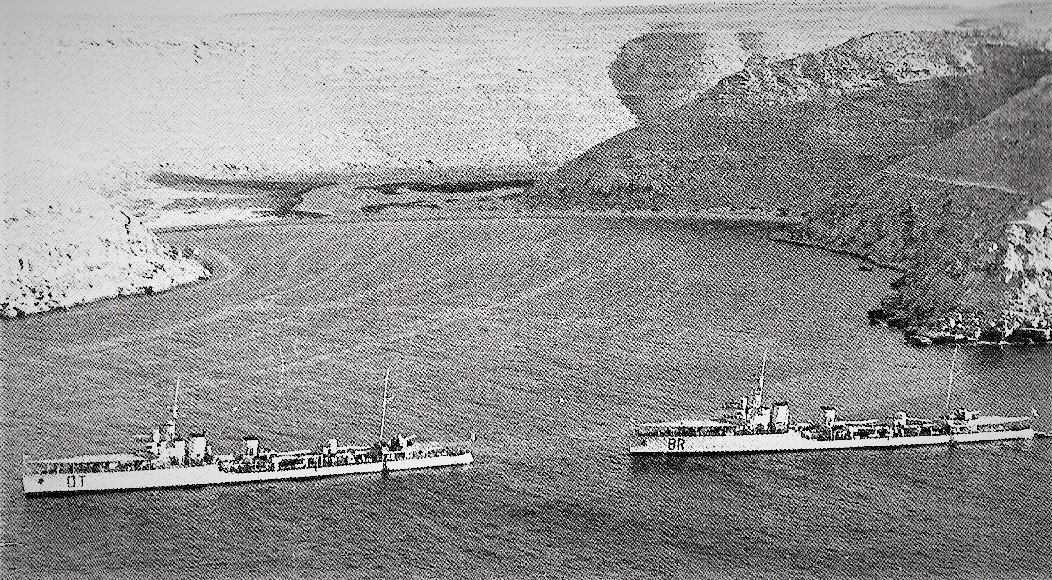
Le Ostro et son jumeau Borea au mouillage dans les eaux de Bardia, au printemps 1940.

Peu après, le Ostro aperçoit trois avions, volant à basse altitude et en formation serrée, venant de la direction de la caserne des sous-marins. Tandis que les avions, arrivés sur le port, se séparent, le destroyer ouvre le feu sur eux avec deux mitrailleuses de 40 mm et une de 13,2 mm (celle de tribord, qui tire une cinquantaine de coups), mais à 1h34 du matin, l'un des Swordfish touche avec sa torpille. Cette dernière explose au niveau du dépôt de munitions arrière, qui déflagre de façon dévastatrice et provoque le chavirage et la perte de contrôle du navire  en dix minutes, à 1h44. De nombreux éclats enflammés produits par la déflagration sont également projetés sur le Nembo (qui se prépare à secourir son unité jumelle, mais est peu de temps après à son tour attaqué et coulé) et le Aquilone. Le feu furieux développé à l'arrière du Ostro, un haut brasier rougeâtre, continua longtemps, illuminant le port.
La recherche des disparus, commencée avant même la fin de l'attaque, se poursuit jusqu'au lendemain matin. Parmi l'équipage du Ostro, on compte 42 victimes (deux morts confirmés et 40 disparus dont deux officiers) et 20 blessés (dont le commandant Zarpellon). Pour éviter des pertes encore plus lourdes, on a contribué à ce qu'une partie des équipages des destroyers soit logée non pas à bord de leurs unités respectives, mais sur le Sabbia et le Liguria, dans le respect des règles de navires en amarrage.
Le Ostro avait effectué un total de 8 missions de guerre (3 de lutte anti-sous-marine, 3 d'escorte et 2 de transfert), couvrant un total de 2 723 milles nautiques (5 043 km). Les pièces d'artillerie du Ostro et du Nembo, retirées des épaves des deux destroyers, sont transportées sur des positions à terre et utilisées pour la défense de Bardia.

### Commandants
- Capitaine de corvette (Capitano di corvetta) Luigi Monterisi (né à Tarente le 24 janvier 1903) (10 juin - 30 juin 1940)

Commandants
- Capitaine de frégate (Capitano di fregata) Giuseppe Zarpellon (né à Tregnago VR le 29 septembre 1900) (1-20 juillet 1940)

## Galerie photos

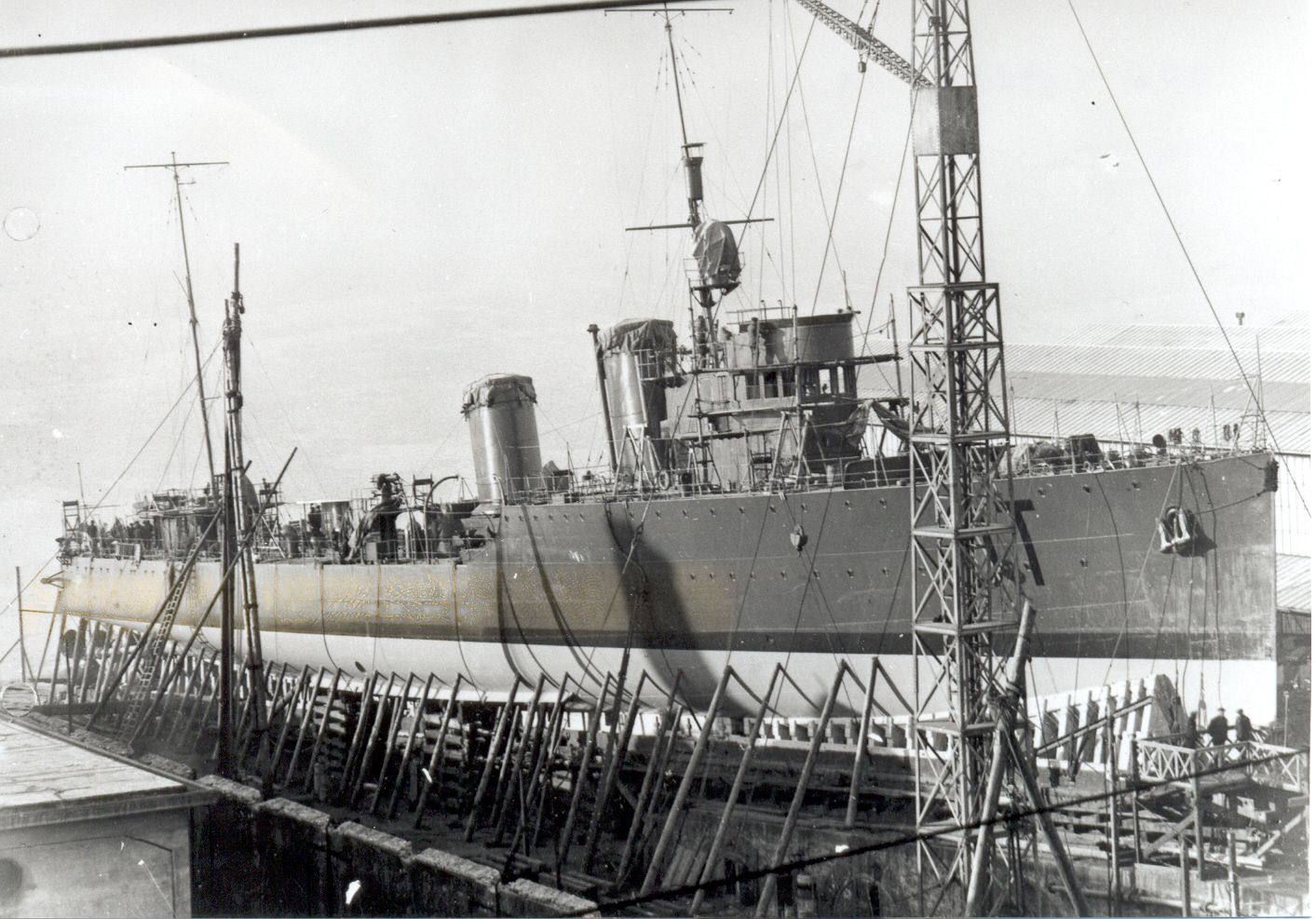
Le lancement du Ostro en 1928.
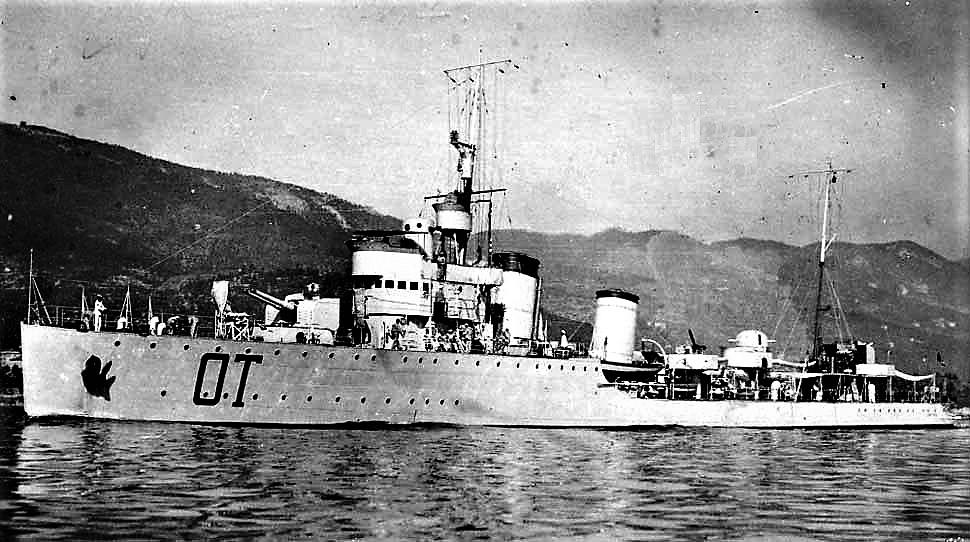
Une autre image du Ostro.
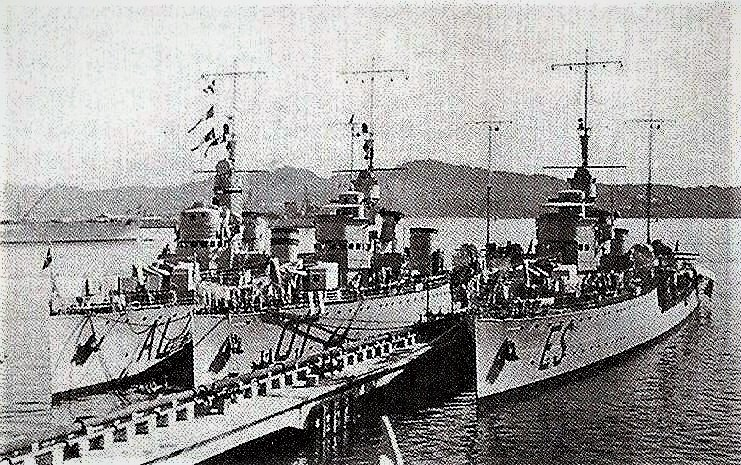
De gauche à droite : Aquilone, Ostro et Espero à La Spezia, dans les années 30.

## Sources
- (it) Cet article est partiellement ou en totalité issu de l’article de Wikipédia en italien intitulé « Ostro (cacciatorpediniere 1928) » (voir la liste des auteurs).